# جائزة لورنس أوليفيه
تُقدم جوائز لورانس أوليفييه، أو باختصار جوائز أوليفييه، سنويًا من قبل جمعية مسرح لندن للاعتراف بالتميز في المسرح الاحترافي في لندن. كانت الجوائز تُعرف في الأصل باسم جمعية جوائز مسرح ويست إند، لكن تمت إعادة تسميتها تكريمًا للممثل البريطاني الذي يحمل نفس الاسم في عام 1984.
تُمنح الجوائز سنويًا للأفراد المشاركين في إنتاجات مسارح ويست إند وغيرها من المسارح غير التجارية الرائدة في لندن عبر مجموعة من الفئات التي تغطي المسرحيات والمسرحيات الموسيقية والرقص والأوبرا والمسرح التابع. تُمنح أيضًا جائزة أوليفييه الخاصة التقديرية وغير التنافسية كل عام. تُعرف جوائز أوليفييه عالميًا بأنها أعلى تكريم في المسرح البريطاني، وتعادل جوائز بافتا للسينما والتلفزيون، وجوائز بريت للموسيقى. تعتبر جوائز أوليفييه معادلة لجوائز توني في برودواي وجائزة موليير الفرنسية.
منذ البداية، أقيمت الجوائز في أماكن ومسارح مختلفة في جميع أنحاء لندن، من عام 2012 إلى عام 2016 في دار الأوبرا الملكية، قبل أن تنتقل إلى قاعة ألبرت الملكية في عام 2017. يتم بث التغطية التلفزيونية في وقت الذروة على قناة ITV1، التي حصلت على الحقوق اعتبارًا من عام 2013 فصاعدًا، مع تغطية إذاعية بواسطة راديو ماجيك.

## تاريخ
تأسست الجوائز في عام 1976 من قِبل جمعية مسرح لندن باسم جمعية جوائز مسرح ويست إند، وقد صممها الفنان توم ميريفيلد. أقيم الحفل الأول في ديسمبر 1976 في مقهى رويال. في عام 1984، أعطى الممثل البريطاني لورانس أوليفييه موافقته على إعادة تسمية الجوائز تكريما له وأصبحت تعرف باسم جوائز لورانس أوليفييه.

## روابط خارجية
- الموقع الرسمي